# Balvi
Balvi est une ville de la région Latgale en Lettonie. Elle a 7 997 habitants pour une superficie de 5,1 km2.